# José Vilariño
José Antonio Vilariño (San Ramón de la Nueva Orán, 19 de mayo de 1961 - Buenos Aires, 8 de abril de 2022) fue un ingeniero y político argentino. Se desempeñó como diputado nacional en representación de la Provincia de Salta entre 2007 y 2015. Falleció siendo Coordinador del programa nacional de reconversión de áreas tabacaleras durante la gestión de Alberto Fernández.

## Biografía
Nació en la Provincia de Salta el 19 de mayo de 1961, fue un ingeniero químico recibido de la Universidad Nacional de Salta que formó parte del Partido de la Victoria.
Antes de ser candidato a diputado nacional supo desempeñarse en distintos cargos políticos como Ministro de Desarrollo y Acción Social de la Provincia de Salta, Secretario de Acción Social y Medio Ambiente, secretario de Acción Social durante la intervención de Santiago del Estero, dos veces diputado provincial por el Departamento de la Capital.
Fue candidato a diputado nacional en las Elecciones legislativas de Argentina de 2007 por el Frente para la Victoria - Partido Renovador de Salta que apoyaba la candidatura a gobernador de Juan Manuel Urtubey. En la categoría de gobernador ganó Urtubey y perdió Wayar, pero en la categoría de diputados nacionales el candidato de Wayar, Marcelo López Arias, se impuso a Vilariño con un total de 220.589 votos que superaron los 190.067 obtenidos por el FPV-PRS. De todas maneras los resultados obtenidos permitieron dos bancas para la lista apoyada por el gobernador Juan Carlos Romero y dos bancas para la lista del gobernador electo Juan Manuel Urtubey, el tercer candidato individual más votado, José Miguel Gauffin, no logró ningún escaño legislativo para él y su partido Propuesta Salteña.
Cuatro años más tarde en Elecciones legislativas de Argentina de 2011, buscó renovar su banca como diputado nacional siendo el tercer candidato en la lista del Frente para la Victoria encabezada por Pablo Kosiner y secundada por Cristina Fiore. En un año donde Cristina Fernández de Kirchner se impuso en las elecciones presidenciales con más del 50% de los votos, la lista de diputados que la acompañaba en Salta logró un total de 332.671 votos que significaron el 56,51% de los votos válidos lo que totalizó tres bancas para el espacio y una para la oposición. Por lo tanto Vilariño logró la reelección para el periodo 2011-2015.
En el año 2015 se precandidateó a dos cargos. Primero intentó ser Intendente de la Ciudad de Salta por el Frente Justicialista Renovador para la Victoria integrado por el Partido de la Victoria, Partido Renovador de Salta, Partido Justicialista y otros partidos. En las elecciones PASO perdió contra Javier David por una amplia diferencia, 17.842 votos para José y 61.597 para Javier que a su vez fue el candidato individual más votado de las elecciones. En agosto de ese año se presentó como precandidato a diputado nacional intentando renovar una vez más su mandato pero perdió nuevamente contra Javier David que no había logrado llegar a la intendencia de la capital salteña. Vilariño fue el tercer candidato individual más votado con un total del 13,91% de los votos válidos siendo superado solo por David que había obtenido 28,07% y Miguel Nanni con 15,15%. Vilariño no logró ubicarse en el segundo puesto de la lista de David porque no le alcanzaron sus resultados y ese lugar fue para Pablo Kosiner que también buscaba su reelección. Con esos resultados Vilariño dejó de ser diputado nacional luego de ocho años.
Luego de las candidaturas  del 2015 y de dejar de ser legislador, fue nombrado en enero de 2016 al frente de la Casa de Salta en Buenos Aires, dependiente del gobierno provincial, en ese entonces en mano de Juan Manuel Urtubey pero resultó despedido del cargo por el mismo gobierno en julio de 2017 debido al rompimiento del partido de Vilariño con el frente de Urtubey.
En 2019, fue el primer suplente en la categoría de senadores nacionales que encabezaba Sergio Leavy secundado por Nora Giménez. En las elecciones generales los candidatos del Frente de Todos se impusieron y obtuvieron dos bancas por la mayoría, dejando así a Vilariño expectante de cubrir una eventual baja de alguno de los senadores. En enero de 2020 fue designado dada su experiencia para dirigir el Fondo Tabacalero, generando expectativa de productores tabacaleros misioneros a los que se les adeudaban unos 400 millones de pesos de la campaña 2019 del anterior gobierno nacional, cuyos fondos debieron ser cubiertos por la Provincia de Misiones
Falleció el 8 de abril de 2022 por un paro cardiorrespiratorio mientras caminaba por las calles de Buenos Aires. El gobernador Gustavo Sáenz, el diputado nacional Carlos Zapata y el exministro Agustín Rossi y otros dirigentes políticos lo despidieron públicamente.